# Audi A6 e-tron

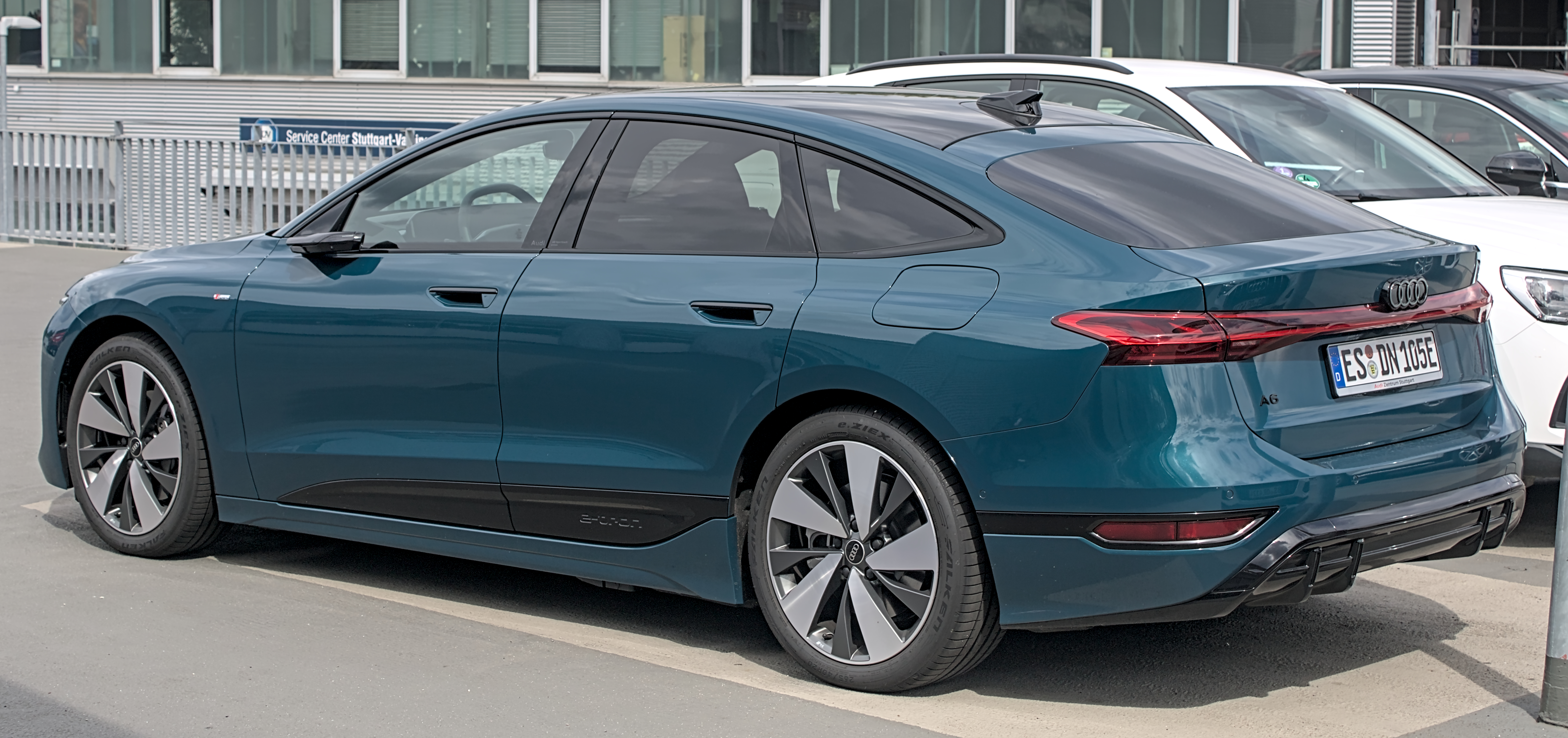
Heckansicht

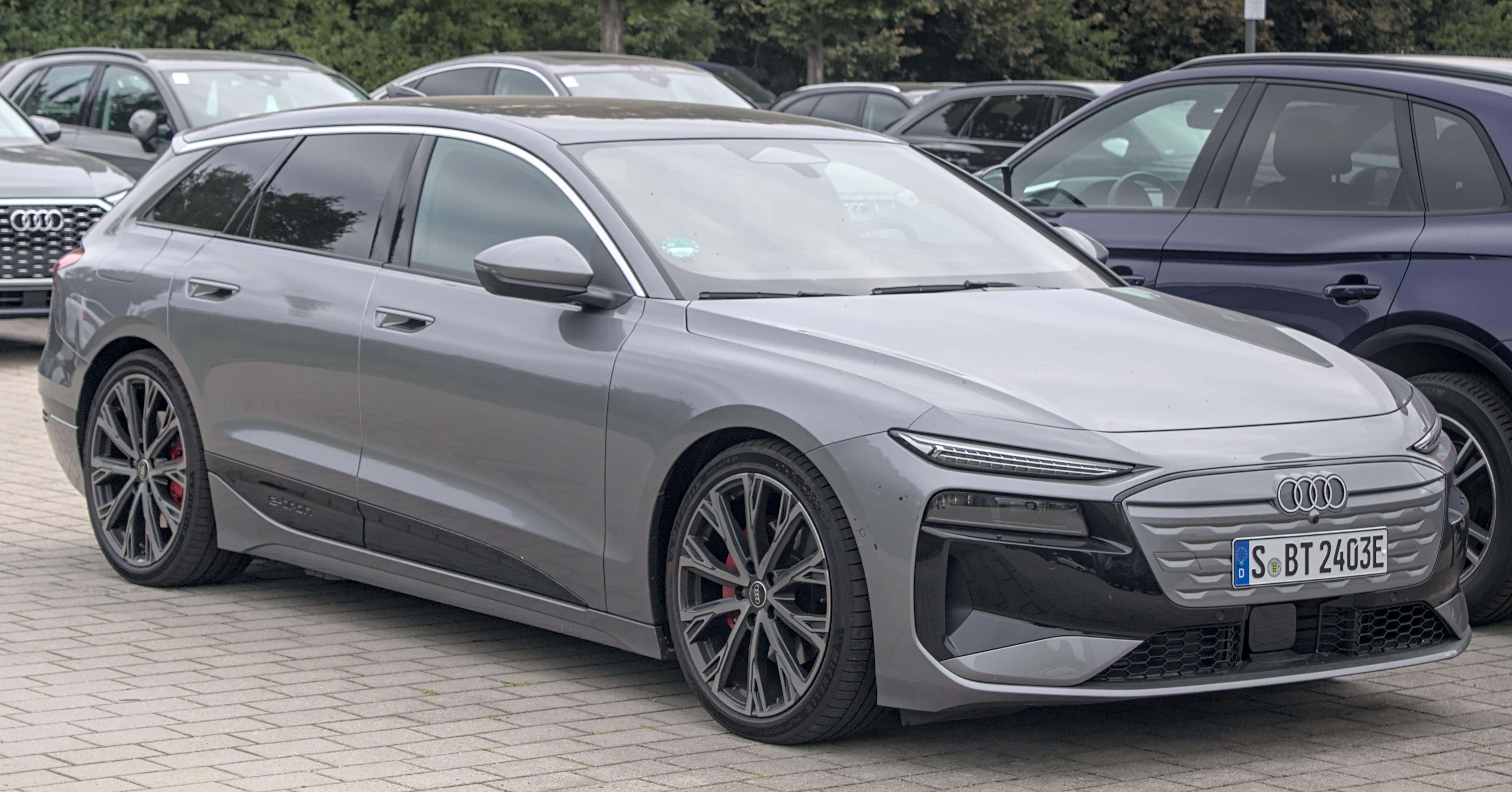
Audi A6 Avant e-tron (seit 2024)

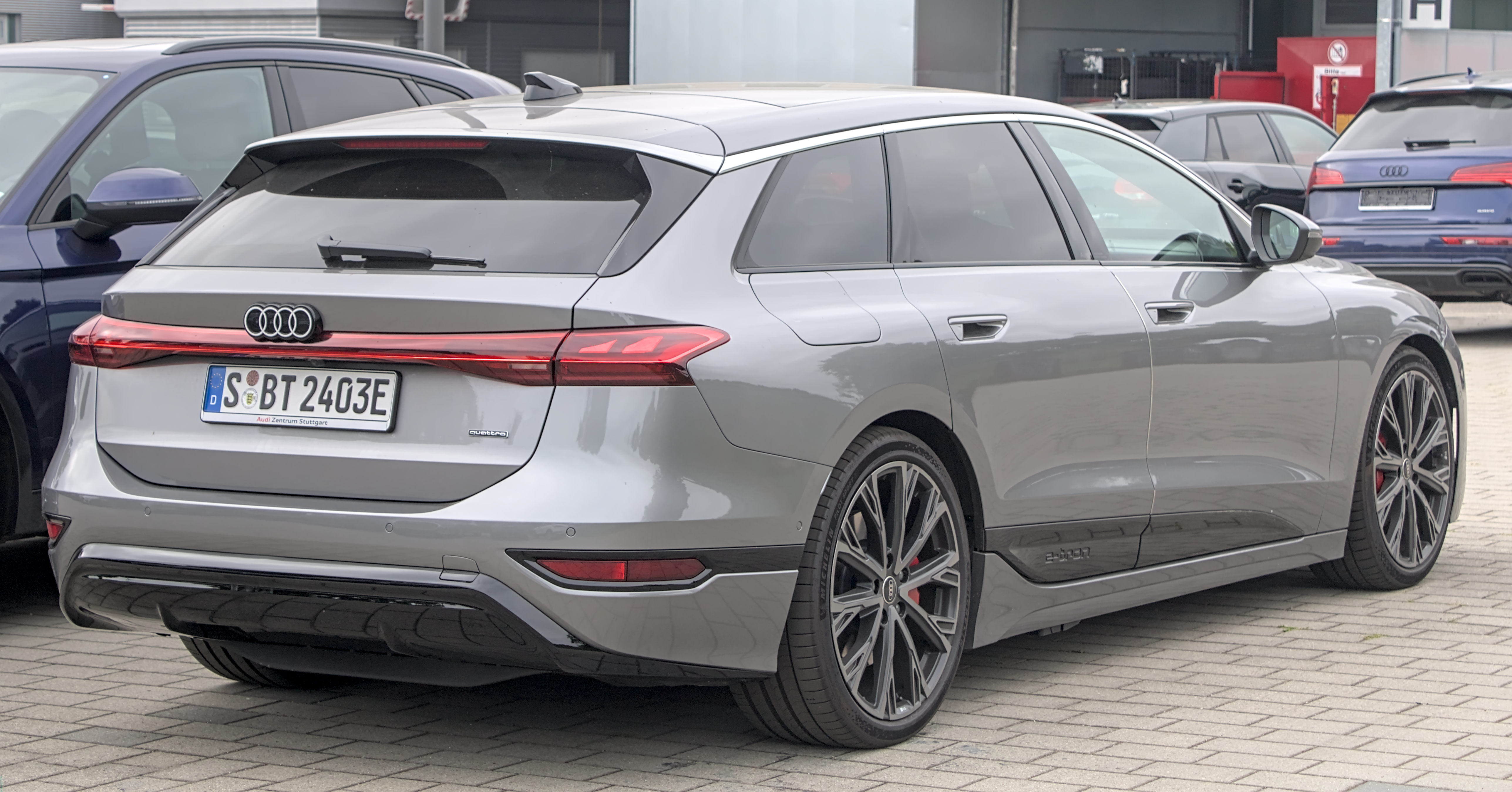
Heckansicht

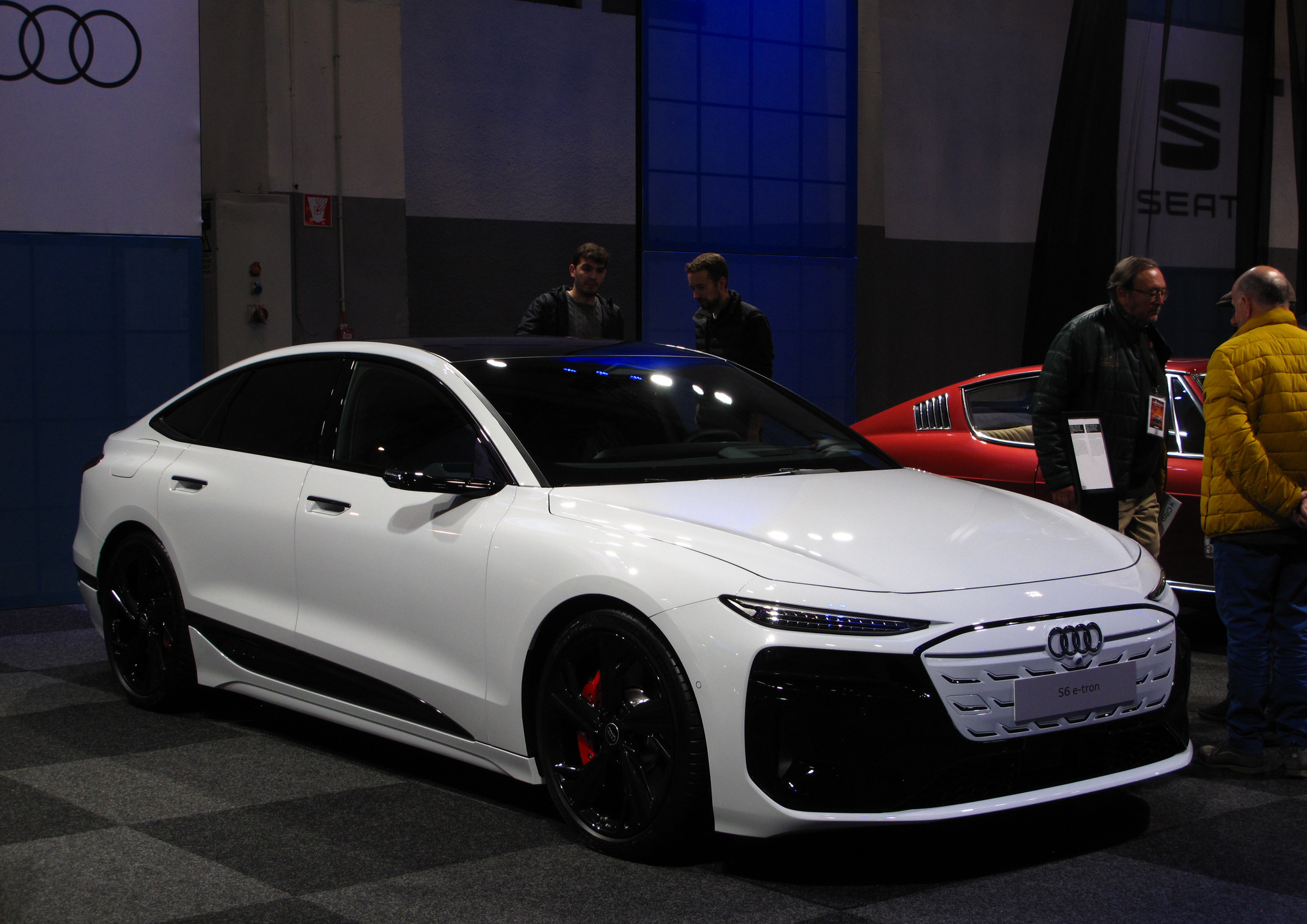
Audi S6 Sportback e-tron (seit 2024)

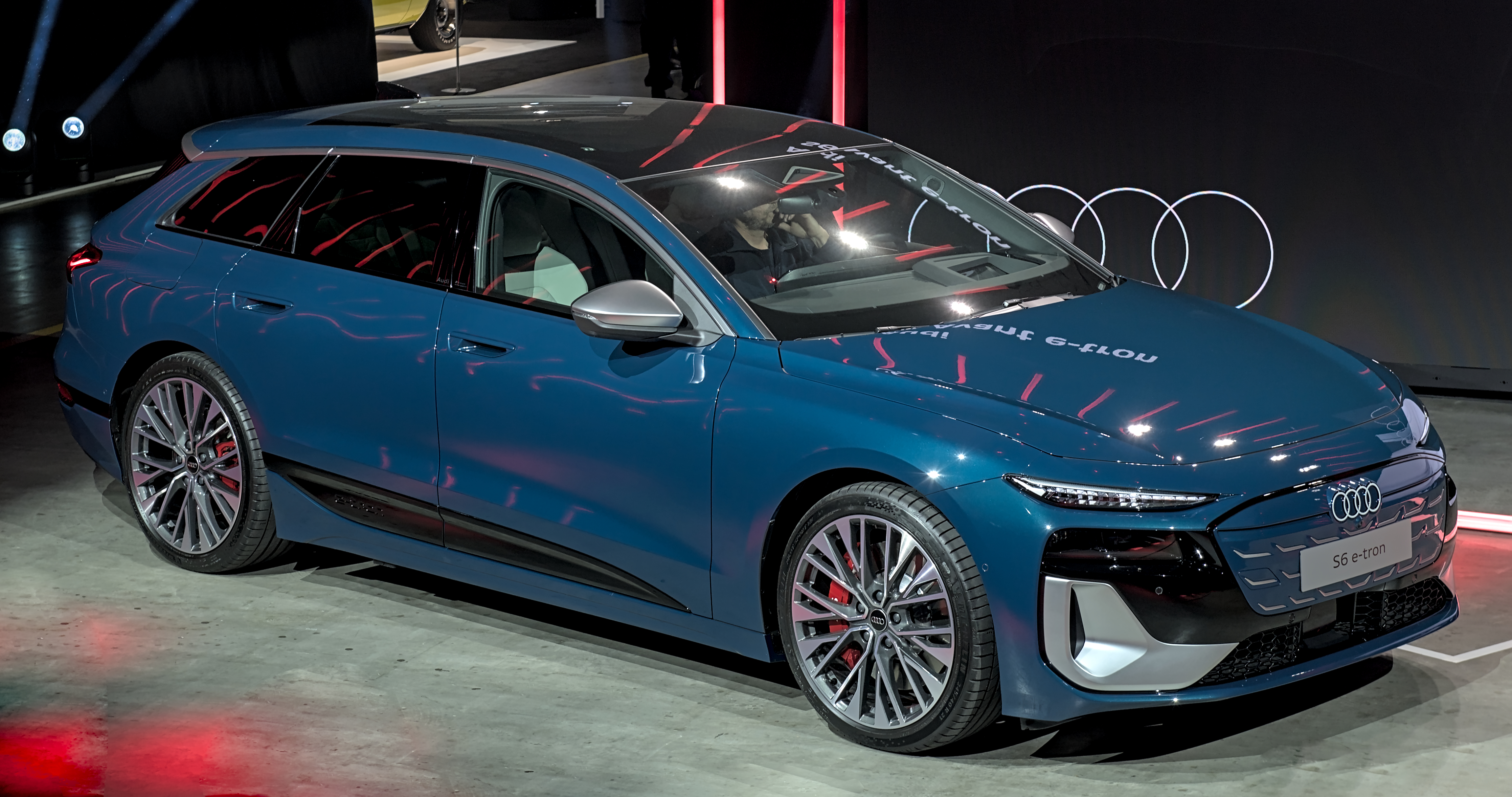
Audi S6 Avant e-tron (seit 2024)

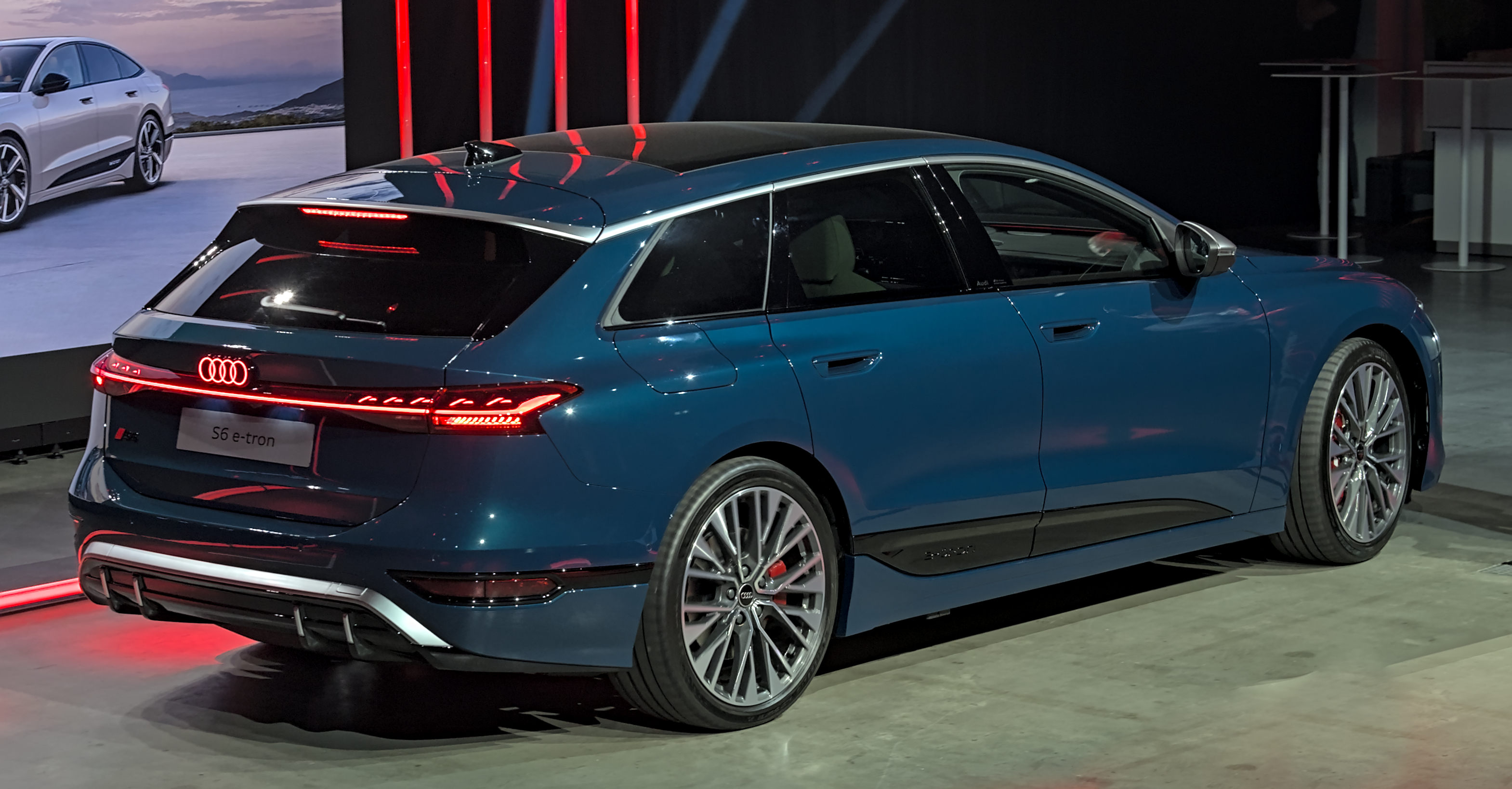
Heckansicht

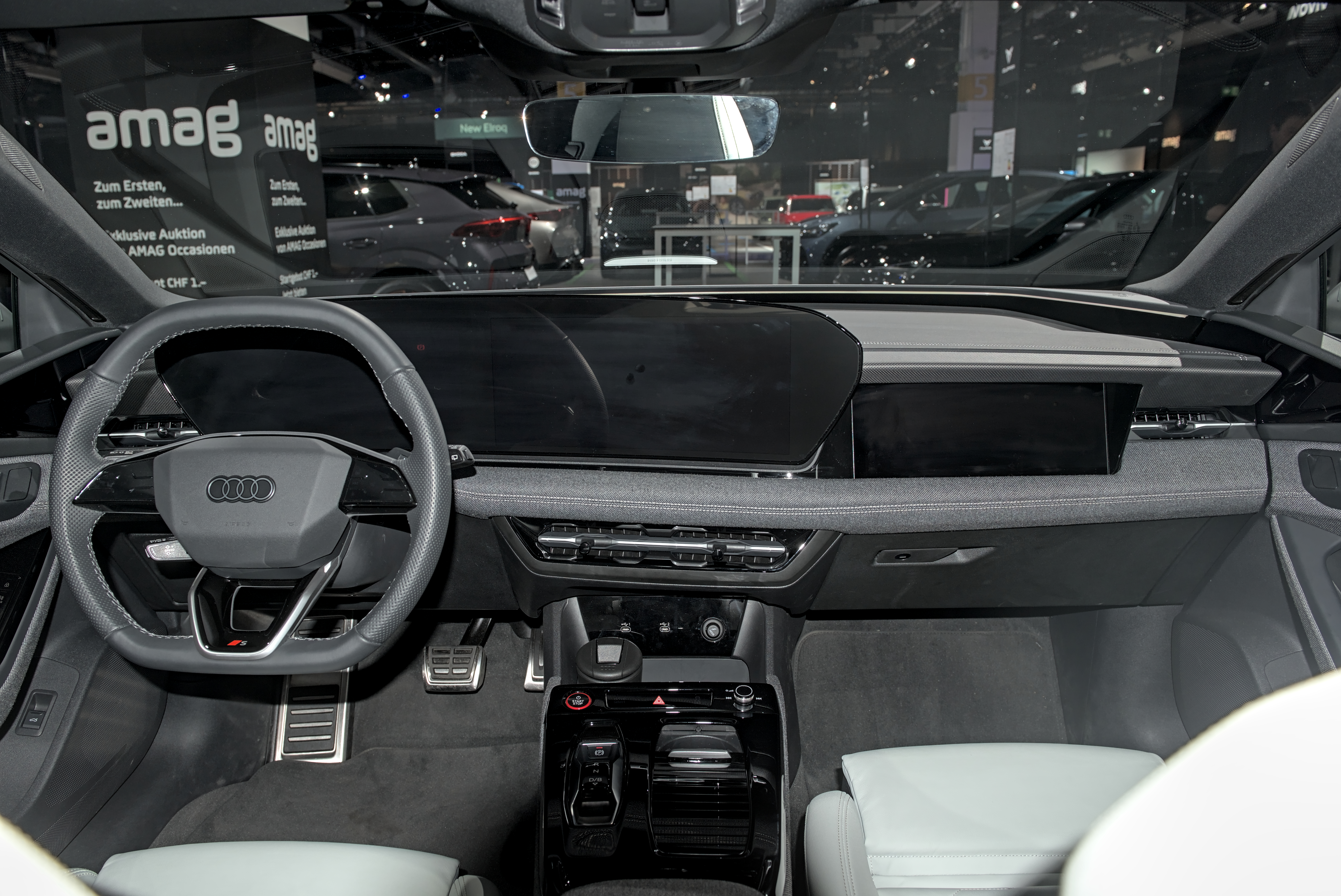
Innenansicht

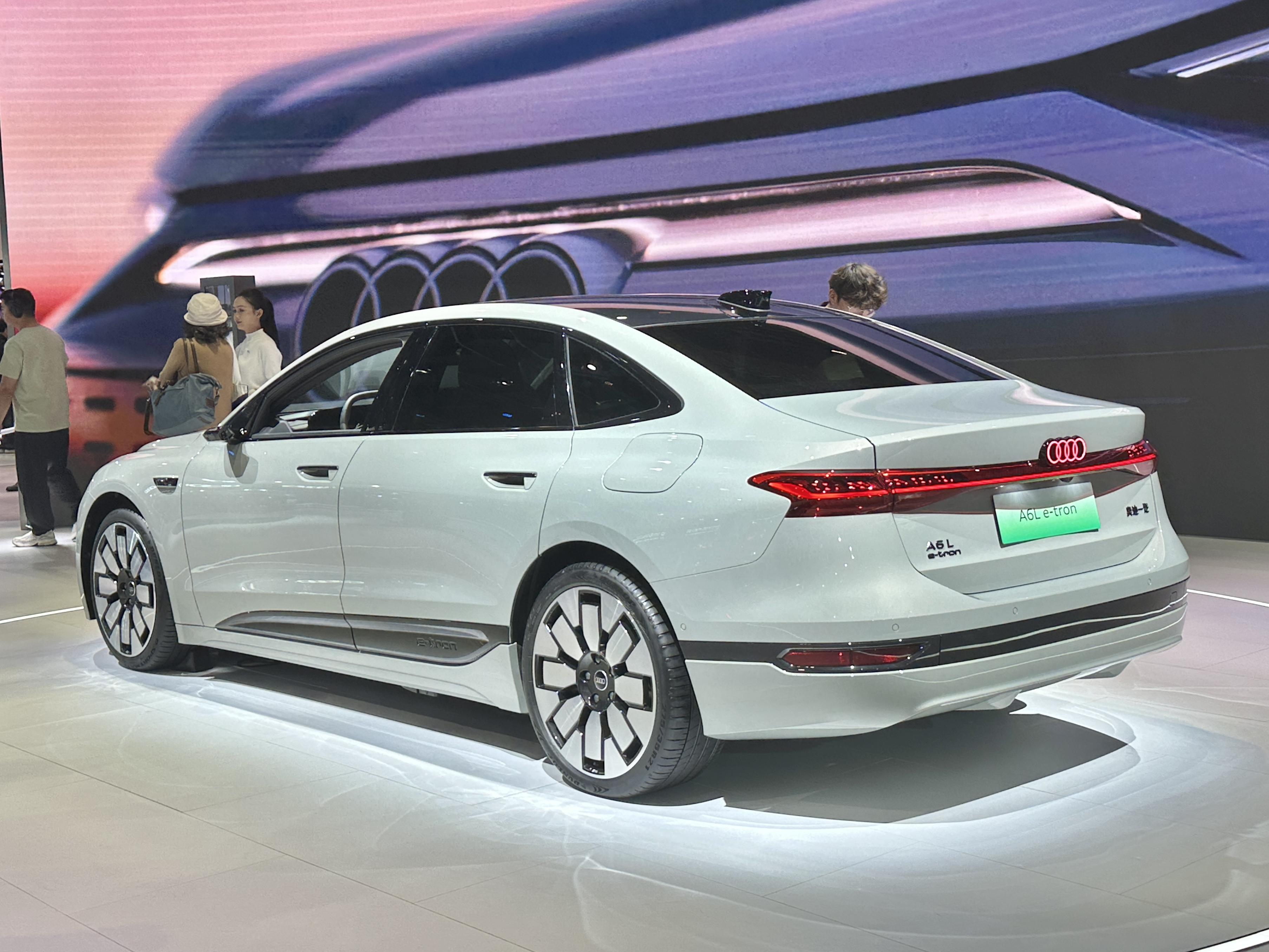
Audi A6L e-tron (seit 2025)

Der Audi A6 e-tron (interne Typbezeichnung: GH) ist ein batterieelektrisch angetriebenes Pkw-Modell der oberen Mittelklasse von Audi.  

## Geschichte
Vorgestellt wurde das Fahrzeug als Fließhecklimousine Sportback und Kombi Avant im Juli 2024. Zwei Monate später startete der Verkauf der Baureihe. Dem Serienmodell vorausgegangen sind die beiden Konzeptfahrzeuge Audi A6 e-tron Concept (2021) und Audi A6 Avant e-tron Concept (2022).

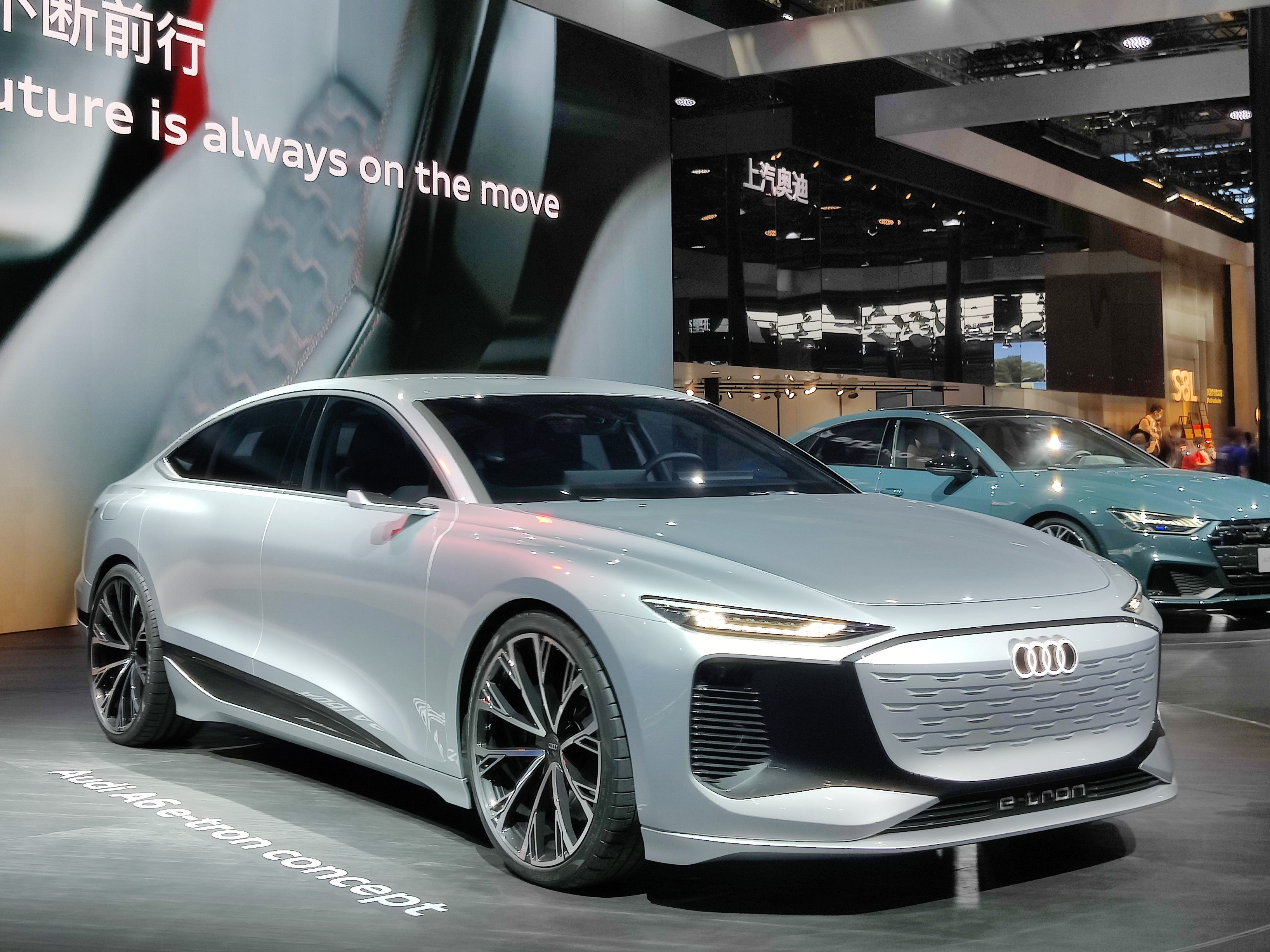
Audi A6 e-tron Concept (2021)
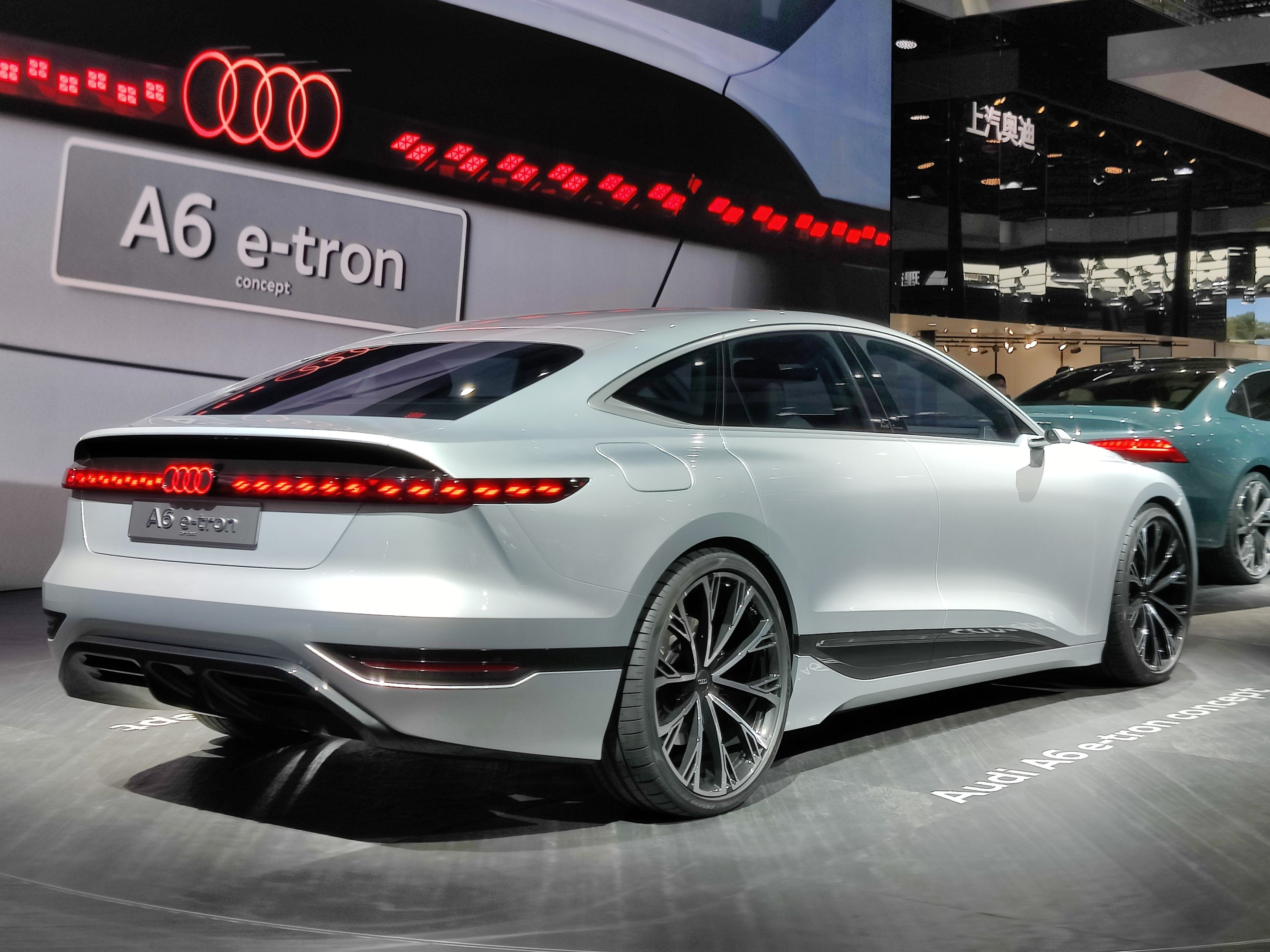
Heckansicht
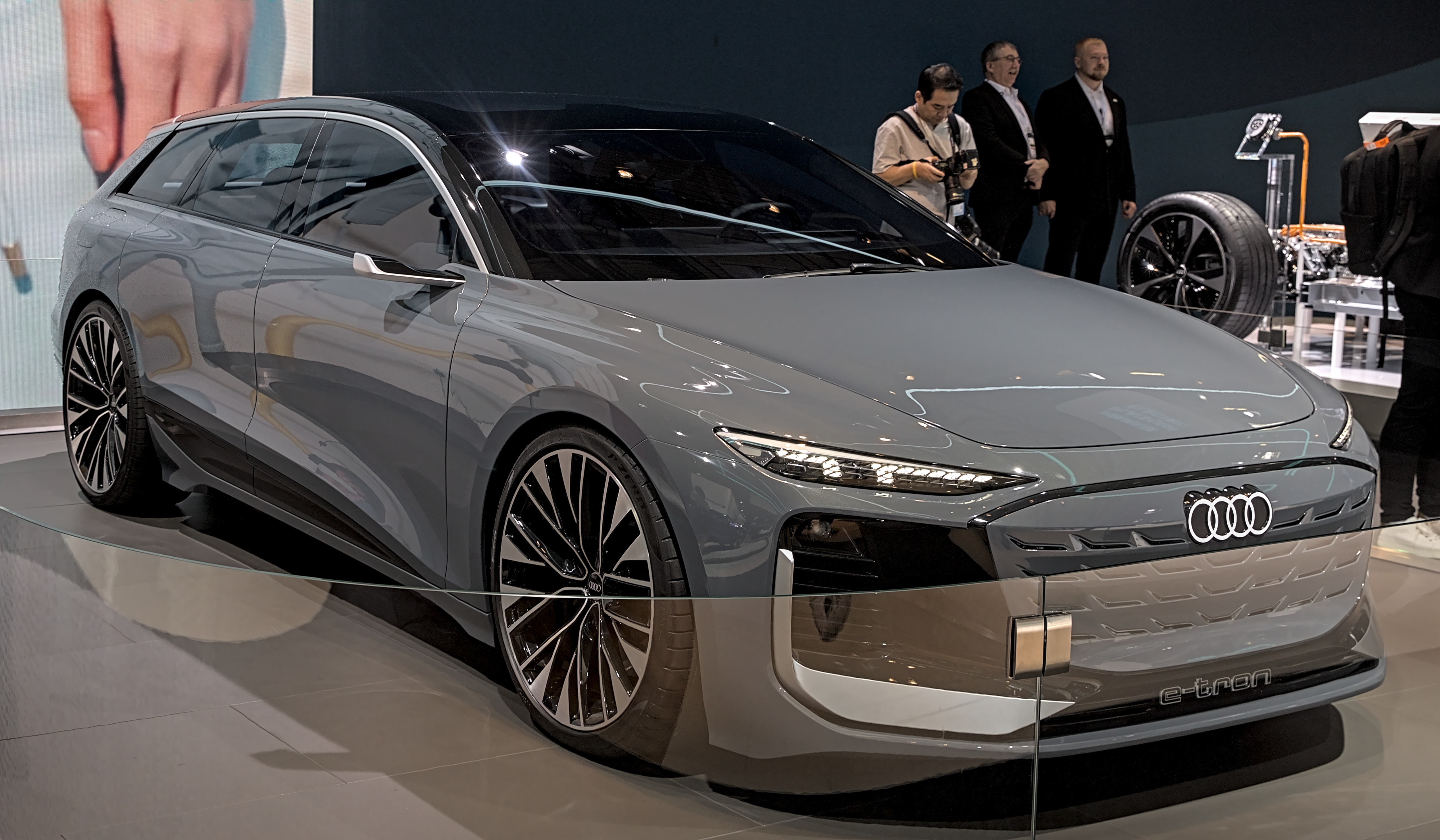
Audi A6 Avant e-tron Concept (2022)
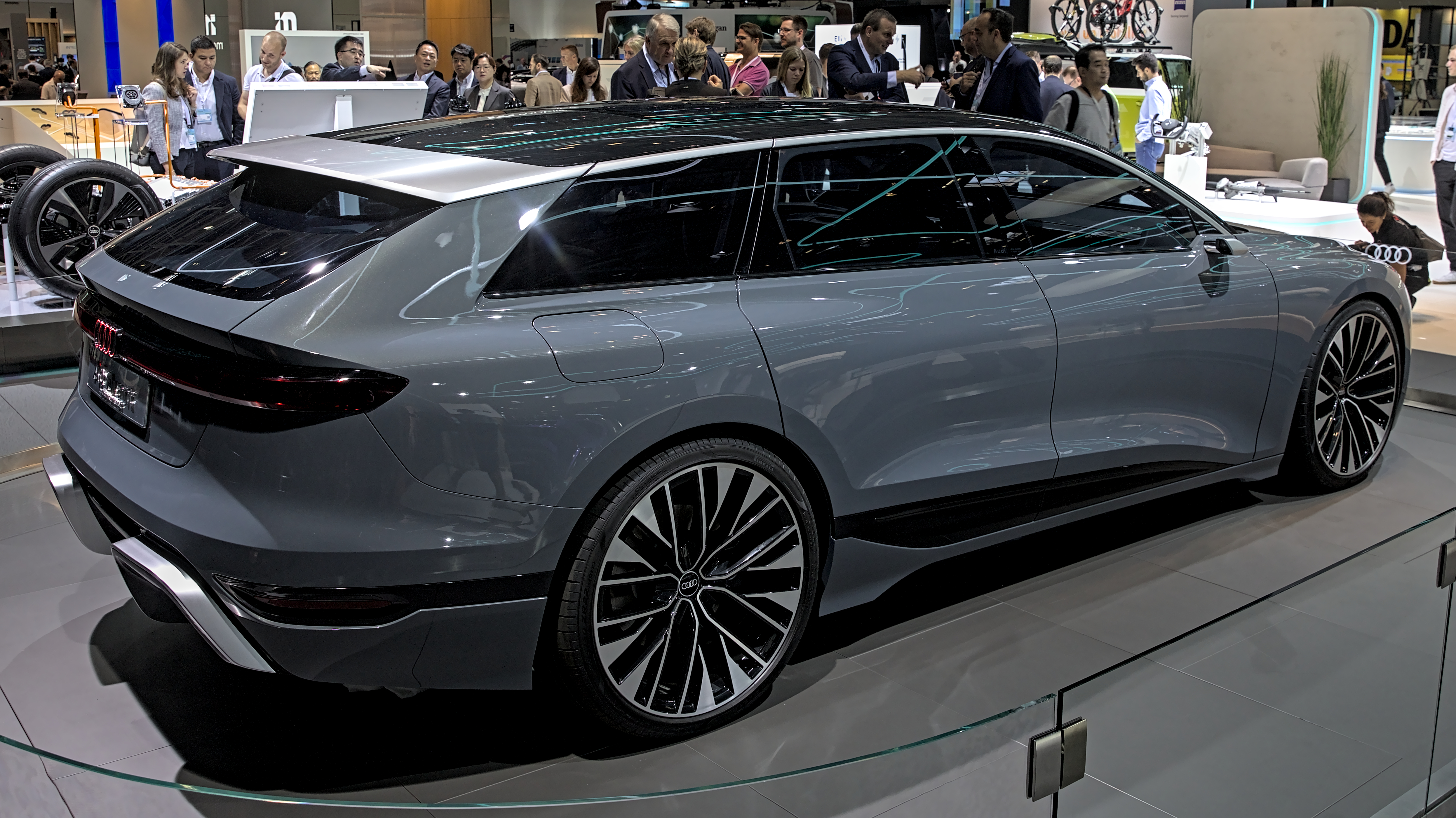
Heckansicht

Auf der Shanghai Auto Show im April 2025 präsentierte Audi eine Langversion (Audi A6L e-tron) mit einem um 13,2 Zentimeter längeren Radstand für den chinesischen Markt.

## Sicherheit
Anfang 2025 wurde der A6 e-tron vom Euro NCAP auf die Fahrzeugsicherheit getestet. Er erhielt fünf von fünf möglichen Sternen. Insbesondere die Insassensicherheit wird als herausragend beurteilt.

## Technik
Technisch ähneln dem Fahrzeug der Audi Q6 e-tron sowie der Porsche Macan (Typ XAB), die beide wie der A6 e-tron auf der Premium Platform Electric des Volkswagen-Konzerns aufbauen.

## Technische Daten
|                                                   | A6 e-tron                               | A6 e-tron performance                   | A6 e-tron quattro                       | S6 e-tron                               |
| ------------------------------------------------- | --------------------------------------- | --------------------------------------- | --------------------------------------- | --------------------------------------- |
| Bauzeitraum                                       | seit 10/2024                            | seit 09/2024                            | seit 10/2024                            | seit 09/2024                            |
| Motorkenndaten                                    |                                         |                                         |                                         |                                         |
| Motortyp                                          | Elektromotor                            | Elektromotor                            | Elektromotor                            | Elektromotor                            |
| Motorbaureihe Vorderachse                         | –                                       | –                                       | ASM                                     | ASM                                     |
| Motorbaureihe Hinterachse                         | PSM                                     | PSM                                     | PSM                                     | PSM                                     |
| max. Systemleistung                               | 210 kW (286 PS)                         | 270 kW (367 PS)                         | 315 kW (428 PS)                         | 370 kW (503 PS)                         |
| …, Launch Control                                 | 240 kW (326 PS)                         | 280 kW (381 PS)                         | 340 kW (462 PS)                         | 405 kW (551 PS)                         |
| Drehmoment, Vorderachse, Peak                     | –                                       | –                                       | 275 Nm                                  | 275 Nm                                  |
| Drehmoment, Hinterachse, Peak                     | 435 Nm                                  | 565 Nm                                  | 580 Nm                                  | 580 Nm                                  |
| Kraftübertragung                                  |                                         |                                         |                                         |                                         |
| Antriebsart                                       | Heckantrieb                             | Heckantrieb                             | elektrischer Allradantrieb              | elektrischer Allradantrieb              |
| Getriebe                                          | zweistufig übersetztes Eingang-Getriebe | zweistufig übersetztes Eingang-Getriebe | zweistufig übersetztes Eingang-Getriebe | zweistufig übersetztes Eingang-Getriebe |
| Antriebsbatterie                                  |                                         |                                         |                                         |                                         |
| Zellchemie                                        | NMC                                     | NMC                                     | NMC                                     | NMC                                     |
| Energieinhalt, brutto / netto                     | 83 kWh / 75,8 kWh                       | 100 kWh / 94,9 kWh                      | 100 kWh / 94,9 kWh                      | 100 kWh / 94,9 kWh                      |
| Systemspannung                                    | 800 V                                   | 800 V                                   | 800 V                                   | 800 V                                   |
| Messwerte                                         |                                         |                                         |                                         |                                         |
| Leergewicht mit Fahrer                            | 2175–2185 kg                            | 2250–2260 kg                            | 2360–2370 kg                            | 2400–2410 kg                            |
| max. Zuladung                                     | 500 kg                                  | 500 kg                                  | 500 kg                                  | 470 kg                                  |
| Anhängelast ungebremst/gebremst:                  | 750 kg / 2100 kg                        | 750 kg / 2100 kg                        | 750 kg / 2100 kg                        | 750 kg / 2100 kg                        |
| Beschleunigung, 0–100 km/h                        | 7,0 s                                   | 5,4 s                                   | 4,7 s                                   | 4,1 s                                   |
| …, Launch Control                                 | 6,0 s                                   | 5,4 s                                   | 4,5 s                                   | 3,9 s                                   |
| Höchstgeschwindigkeit                             | 210 km/h                                | 210 km/h                                | 210 km/h                                | 240 km/h                                |
| Energieverbrauch nach WLTP auf 100 km, kombiniert | 13,6–16,6 kWh                           | 14,0–17,0 kWh                           | 14,7–17,5 kWh                           | 15,7–17,4 kWh                           |
| Reichweite nach WLTP                              | 520–627 km                              | 627–756 km                              | 605–716 km                              | 609–675 km                              |
| Ladedauer AC, Typ 2, auf 100 %                    |                                         |                                         |                                         |                                         |
| …, 2,3 kW Ladeleistung                            | –                                       | –                                       | –                                       | –                                       |
| …, 11 kW Ladeleistung                             | 500 min                                 | 600 min                                 | 600 min                                 | 600 min                                 |
| …, 22 kW Ladeleistung                             | –                                       | –                                       | –                                       | –                                       |
| Ladedauer DC, CCS, bis 80 %                       |                                         |                                         |                                         |                                         |
| …, 220 kW Ladeleistung                            | 21 min                                  | –                                       | –                                       | –                                       |
| …, 270 kW Ladeleistung                            | –                                       | 21 min                                  | 21 min                                  | 21 min                                  |

## Zulassungszahlen in Deutschland
Seit dem Marktstart bis Juli 2025 sind in der Bundesrepublik Deutschland 6.313 A6 e-tron und S6 e-tron neu zugelassen worden. Eine Aufteilung auf Heckantrieb und Allradantrieb ist in der KBA-Statistik nicht ersichtlich.
|  |

|  |

|  |

|  |

|  |

|  |

|  |

|  |

|  |

|  |

|  |

|  |

|  |

|  |

|  |

|  |

|  |

|  |

|  |

|  |

|  |

|  |

|  |

|  |

|  |

|  |

|  |

|  |

|  |

|  |

|  |

|  |

|  | Elektro (6.313) |

|  | Elektro (6.313) |